# آی‌جی‌ام کورپوریشن
آی‌جی‌ام کورپوریشن (انگلیسی: IJM Corporation) شرکت ساخت‌وساز مالزیایی است، که در سال ۱۹۸۳ تأسیس شد.